# Gesneria heterochroa
Gesneria heterochroa är en tvåhjärtbladig växtart som beskrevs av Ignatz Urban. Gesneria heterochroa ingår i släktet Gesneria och familjen Gesneriaceae. Inga underarter finns listade i Catalogue of Life.